# Coulaines
Coulaines är en kommun i departementet Sarthe i regionen Pays de la Loire i nordvästra Frankrike. Kommunen ligger i kantonen Le Mans-Nord-Campagne som tillhör arrondissementet Le Mans. År 2022 hade Coulaines 8 049 invånare.

## Befolkningsutveckling
Antalet invånare i kommunen Coulaines
| Referens: INSEE |